# Ćaće moj
Ćaće moj je klasično zborsko djelo koje je napisao Ivan Matetić Ronjgov u 53. godini svojeg života, godine 1932. To je njegova prva opsežnija zborska skladba, tematski tužaljka. 
Bila je posvećena dječjem zboru »Trboveljski slavček«. Nastala je povodom nesreće u rudniku ugljena Hrasnik, u reviru Trbovlje, kada su mnoga djeca ostala bez roditelja. U tužaljki je Matetić oživio starinski običaj naricanja za umrlima i pretvorio ga u snažnu dramsku emociju. Tekst naricaljke, koji je često slušao i u djetinjstvu, preuzeo je iz zbirke »Istarske narodne pjesme«. Skladba je pisana za dva solista i dječji zbor. »Trboveljski slavček« sa svojim dirigentom Augustom Šuligojem praizveo je djelo 1933. godine te uspješno izvodio na svojim europskim turnejama. 
Iste, 1933. godine, Matetić je izvornik za dječji zbor preradio za mješoviti zbor. Učinio je to za »Pevski zbor slovenskih učiteljev« i njihovog dirigenta Srećka Kumara. Godine 1936. zbor »Trboveljski slavček« izveo je kompoziciju Ćaće moj na internacionalnom glazbenom festivalu u Pragu te je tako prvi puta plasirao u svijet »našu malu veliku Istru«, kako kaže sam autor. Tužaljka "Ćaće moj" uzoran je primjer umjetničke obrade istarskog glazbenog folklora. Do danas, ova je skladba ostala najpoznatije i najizvođenije Matetićevo djelo.